# Cima della Madonna
La Cima della Madonna est une montagne du Trentin, en Italie, culminant à 2 752 mètres d'altitude dans les Dolomites. Notamment à cause de son arête nord-ouest, aussi appelé Schleierkante ou Spigolo del velo, la Cima della Madonna est un site d'escalade réputé.

## Géographie
La Cima della Madonna se situe, comme le Sass Maor, au sud de la partie centrale du chaînon des Pale. Les communes les plus proches sont San Martino di Castrozza (it) au nord-est et Fiera di Primiero au sud.

## Histoire
La première ascension de la Cima della Madonna est l'œuvre de Georg Winkler et Alois Zott le 12 août 1886 par la voie aujourd'hui normale. Le 19 juillet 1920, Gunther Langes (de) et Erwin Merlet réussissent la première ascension du Schleierkante.
Dans la seconde moitié du XXe siècle, de nombreuses voies plus difficiles sont ouvertes comme la Via Messner (5c) par Reinhold et Günther Messner en 1968. Les voies les plus difficiles viennent de Maurizio Zanolla (it) : Via dei Piazaroi (6b+, 1978),  Pigrizia intestinale (6b+, 1988). Une nouvelle voie est créée en 1995, la Via Mega Maria (6a+).

## Ascension
Le départ le plus proche du sommet est le refuge Velo della Madonna (de). La voie normale, la plus fréquentée, est cotée 4. Elle part de la brèche entre ce sommet et celui du Sass Maor pour le côté est du sommet, qui est également emprunté pour la descente.
L'itinéraire le plus connu passe par le Schleierkante qui est souvent cité comme l'une des plus belles ascensions de difficulté moyenne (6+) dans les Dolomites, sinon de l'ensemble des Alpes. D'autres voies de la face nord sont de la même difficulté, des voies par la face ouest atteignent la difficulté 6b+.